# VOICE (ZAQの曲)
「VOICE」（ボイス）は、ZAQの5枚目のシングル。2014年1月29日にランティスから発売された。

## 概要
本曲はテレビアニメ『中二病でも恋がしたい!戀』オープニングテーマに起用された。前作「エキストラレボリューション」から約3ヶ月ぶりのリリースとなる、2014年1作目のシングル。
販売形態は初回限定盤 (LACM-34179) と通常盤 (LACM-14179) の2種リリースで、初回限定盤には表題曲のPVと、そのメイキング映像を収録したDVD付き。

## 音楽性
ZAQは、テレビアニメ第1期のオープニングテーマ「Sparkling Daydream」と同じような曲を望むファンの声と、今までとは違った曲を求めるアニメ制作側の要望があったと語っている。しかし、「まったく同じことをやったら負ける」との考えから、悩みに悩みぬいてこの楽曲を制作したという。
曲全体では、「何かが起こる“予感”」を表現した曲である。「Sparkling Daydream」が片思いの恋を歌った曲なのに対して、「VOICE」では恋が実ってからの不安など、少し大人の目線から歌われている。不安を表現するために曲の始めからマイナーコードを使用し、バトルアニメのような物々しい雰囲気を出してミスリードを誘っている。曲調とは対照的に、歌詞は明るくなっており、「ひとつの言葉でふたりの恋が進化していく」様子を表現している。曲の後半では「Sparkling Daydream」のコーラスを使用し、今までのものを思い出せるようなギミックが施されている。

## 批評
ダ・ヴィンチ電子ナビ編集部は、表題曲を「アップテンポで力強い楽曲。この曲もまた、今までとは違う雰囲気を持っている。そんな曲調でありながら、魔法陣でクルクルしている六花がたまらなく可愛い」と評した。

## 収録内容
- 全曲、作詞・作曲・編曲：ZAQ

1. VOICE [4:17]
  - テレビアニメ「中二病でも恋がしたい!戀」オープニング・テーマ
2. PunIshment thIs worLd-VOICE-Episode.Φ [3:38] 
  - テレビアニメ「中二病でも恋がしたい!戀」エンディング・テーマ「Van!shment Th!s World」の歌詞違い
3. LATE STARTER→ [4:14]
4. VOICE (Off Vocal)

DVD（初回限定盤のみ）
1. 「VOICE」(Music Video)
2. VOICE